# Концерт для фортепіано з оркестром (Лютославський)
Концерт для фортепіано з оркестром  польського композитора Вітольда Лютославського був створений 1987 року та остаточно завершений 20 січня 1988 року.
Твір був написаний для музичного фестивалю в Зальцбурзі і присвячений польському піаністу Кристіану Цимерману, який здійснив перше його виконання 19 серпня 1988 на фестивалі.
Сам автор говорив про значний вплив піаністичної традиції Фридерика Шопена, а також Ференца Ліста та Йоганнеса Брамса, додавши, що «варто підтримувати контакти з такими великими духами минулого. Це допоможе вам піднятися в будь-якій сфері краще…»